# Shaw Brothers Studio
A Shaw Brothers Studio egy hongkongi filmstúdió, melynek tulajdonosai a Shaw-testvérek, Sir Run Run Shaw és Runme Shaw által vezetett Shaw Brothers Ltd. A stúdió a legnagyobb hongkongi filmgyártó társaság volt. Ez a filmstúdió készítette el Hongkong első hangosfilmjét 1934-ben.

## Alapítása
A testvérek 1925-ben alapították a Shaw Organization nevű szingapúri anyavállalatot. 1925-ben létrehozták a Unique Film Productions-t Sanghajban, majd 1937-ben Nanyang-ra, 1950-ben Shaw and Sons Ltd-re nevezték át, illetve a stúdió neve Show Brothers Studio lett.

## Rendezők
A Shaw Brothers Studio olyan rendezőiről nevezetes, mint King Hu, Lau Kar-leung és Chang Cheh. King Hu korai filmrendező volt, legismertebb filmje a Shaolinok szövetsége (1966) című harcművészeti film. Nagyban különbözik Chang Cheh műveitől, aki kezdetben a női hősöket és románcok világát vitte bele harcművészeti alkotásaiba, később aztán ő is az akciódús filmeket és a testvériség témáját népszerűsítette inkább. Nevesebb filmjei a Five Deadly Venoms, A legyőzhetetlen Shaolin, és más klasszikus wuxia és vusu filmek. Lau Kar-leung híres harcművészeti koreográfusból váltott a rendezésre, akinek ismert kungfufilmjei a The 36th Chamber of Shaolin és a Eight-Diagram Pole Fighter.

## Színészek
A stúdió a klasszikus hollywood-i minta alapján színészek százaival írt alá kizárólagos szerződéseket. Míg más filmstúdiók egy nagy számú stábbal dolgoztak folytonosan, a Shaw Brothers a színészek bizonyos csoportját mindig bizonyos rendezőkkel foglalkoztatta együtt. A '70-es években a pekingi operából kinőtt Jackie Chan, Sammo Hung és Yuen Biao voltak a stúdió filmjeinek gyakori fő- és mellékszereplői. A stúdiónak kevés női híressége akadt, ami egyrészt Chang Chen kései munkáinak és Mona Fong producer szép színésznők iránti ellenszenvének volt köszönhető. Ezzel együtt azért olyan színésznők filmeztek a stúdióval, mint Li Lihua, Ivy Ling Po, Linda Lin Dai, Betty Loh Ti, Cheng Pei-pei, Lily Li és Tien Niu.